# Бруски котлић
Бруски котлић је једнодневна гастрономска манифестација која се сваке године одржава на језеру Ћелије, на територији општине Брус.
Манифестација се организује на језеру Ћелије, средином августа, а екипе се такмиче у припреми рибљих специјалитета, чорбе, гулаш свињски и јунећи, пасуљ, рибљи паприкаш, свадбарски купус, говеђи гулаш са вргањима и друго које на крају бројни посетиоци дегустирају.
Манифестацију организују ТОО Брус и МЗ Златари, врло је посећена са великим бројем такмичара из целе Србије (Златара, Kрушевца, Бруса, Александровца, Прокупља, Горњег Милановца, Блаца, Брчког...). Победници добијају Дипломе и пригодне поклоне.